# Kolonin Virginia
Kolonin Virginia (engelska: Colony of Virginia) eller Provinsen Virginia (engelska: Province of Virginia) var en engelsk, från 1707 brittisk), besittning som fanns i Nordamerika från sent 1500-tal, permanent från 1607, och fram till Amerikanska revolutionen. Namnet antogs av Sir Walter Raleigh och drottning Elizabeth I 1584.

## Historia
År 1606 undertecknade kung Jakob I ett kungligt brev som gav Virginiakompaniet ensamrätt att kolonisera Nordamerika från 34 till 45 breddgraden. Kompaniet innefattade två grupper. Åt den ena, London-intressenterna, anvisades den södra delen av kusten från 34 till 38 breddgraden. Den andra gruppen, som mest bestod av folk från västra England, fick landet från 41 till 45 breddgraden. Det mellanliggande området skulle med vissa förbehåll stå öppet för båda grupperna. Londonkompaniet utrustade snabbt en expedition med omkring 100 kolonister, som lämnade Themsen den 19 december 1606 och i maj följande år kom till James River i den nuvarande delstaten Virginia, på en plats som kungen till ära kallades Jamestown.
Platsen visade sig snart vara illa vald och kolonisterna, som mestadels var äventyrare och ovana vid arbete, led till en början stort av klimatet. De väntade guld- och silverfynden uteblev. Det som räddade projektet var odlingen av tobaksplantan. Genom denna odling var Virginias framtid betryggad då Europa köpte all tobak som kolonin kunde exportera.
Efter Engelska inbördeskriget vid 1600-talets mitt fick besittningen smeknamnet "Gamla samväldet" av kung Karl II för sin lojalitet gentemot monarkin under det Engelska republikens tid.
1775 förklarade sig Virginia självständigt från Storbritannien, ett år innan USA:s självständighetsförklaring. När USA sedan bildades, skapades delstaterna West Virginia, Kentucky, Indiana och Illinois, samt delar av Ohio ur delar som tidigare tillhört Kolonin Virginia.

## Statsskick
Statsskicket i Virginia efter monarkins återinförande i England 1660 och före Virginias självständighetsförklaring 1775 var baserad på en maktdelning mellan den brittiska kronan och kolonins väljare.
| Guvernör | Guvernörens råd    | Högsta domstol     | Lagstiftande församling | Övre kammare       | Nedre kammare      |
| -------- | ------------------ | ------------------ | ----------------------- | ------------------ | ------------------ |
| Governor | Governor's Council | Governor's Council | General Assembly        | Governor's Council | House of Burgesses |

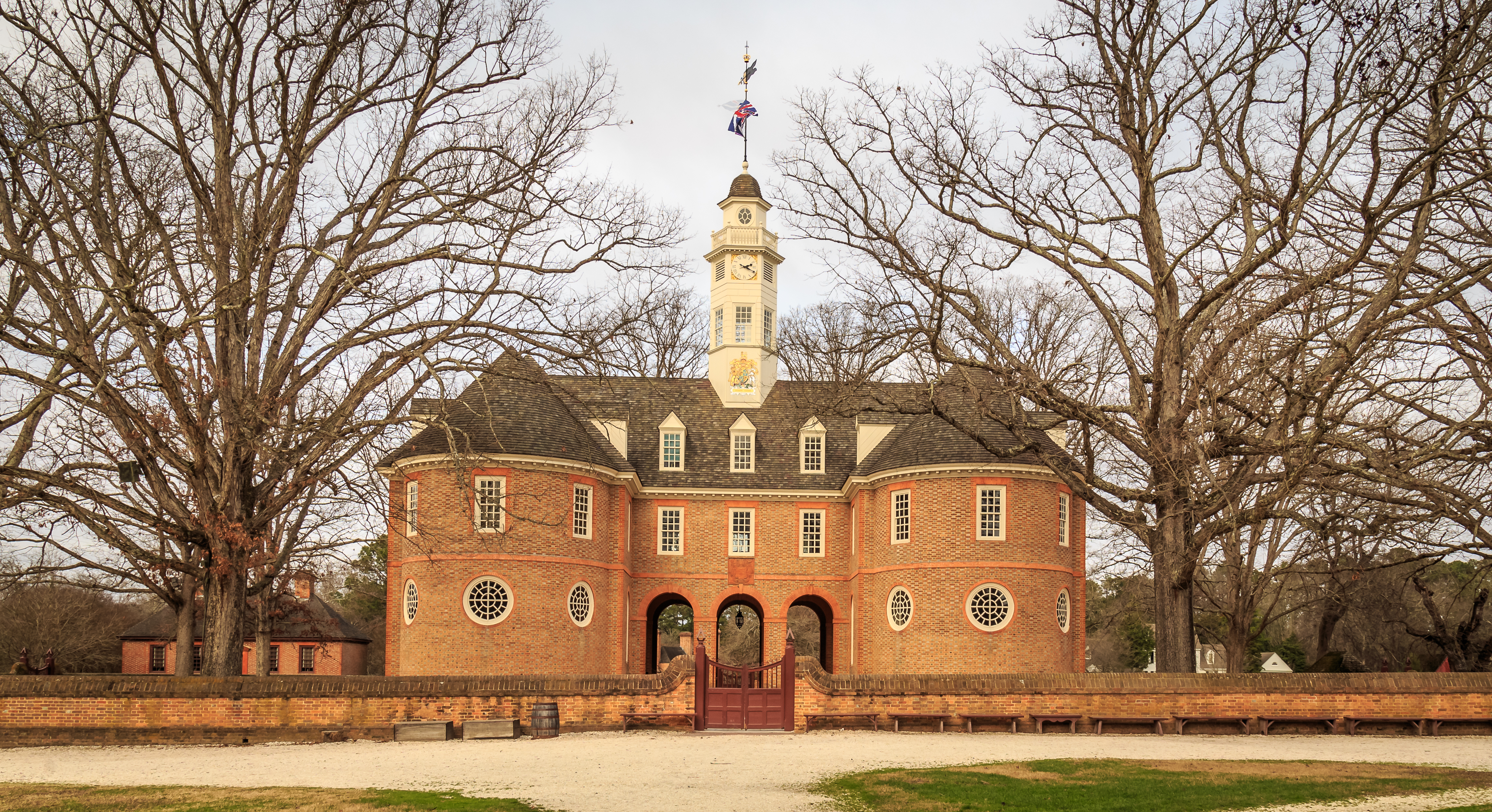
Byggnaden för Virginias generalförsamling i Colonial Williamsburg, från 1705, återuppbyggd 1934.

- Governor; guvernören utnämndes av den brittiska kronan. Under sjuttonhundratalet stannade många av dessa kvar i England och utnämnde istället en viceguvernör (Lieutenant Governor) som sin lokale ställföreträdare. När både guvernör och viceguvernör saknades utövades regeringsmakten genom presidenten i Governor's Council.[4]
- Governor's Council utnämndes av konungen. Denna rådsförsamling fungerade som rådgivande och kontrollerande organ för guvernören, som kolonins högsta domstol samt som den lagstiftande församlingens övre kammare.[5]
- House of Burgesses var den lagstiftande församlingens nedre kammare. Den bestod av två representanter för varje grevskap, en representant för var och en av städerna Jamestown, Williamsburg och Norfolk samt en representant för College of William and Mary.[6] Rösträtt tillkom varje fri man som fyllt 21 år, var överhuvud för ett eget hushåll och var jordägare eller arrendator. Vuxna män av afrikansk eller indiansk börd var sedan 1723 uttryckligen uteslutna från rösträtten även om de uppfyllde övriga kriterier. Rösträtten var i princip begränsad till de som var medlemmar av den engelska kyrkan, men kunde i praktiken även utövas av de som tillhörde andra protestantiska samfund. [7]

### Fotnoter
1. ↑  The Royal Government in Virginia, 1624-1775, Volume 84, Issue 1, Percy Scott Flippin, Wallace Everett Caldwell, p. 288
2. ↑  Hildebrand, Hans; Hjärne, Harald; Pflugk-Harttung, Julius von. ”7 (Världshistoria / Nya tiden efter 1815)”. runeberg.org. https://runeberg.org/vrldhist/6/0043.html. Läst 13 mars 2022.
3. 1 2  Hildebrand, Hans; Hjärne, Harald; Pflugk-Harttung, Julius von. ”8 (Världshistoria / Nya tiden efter 1815)”. runeberg.org. https://runeberg.org/vrldhist/6/0044.html. Läst 13 mars 2022.
4. ↑  Governors of Virginia 2015-04-05.
5. ↑  The Governor's Council Arkiverad 30 mars 2015 hämtat från the Wayback Machine. 2015-04-05.
6. ↑  House of Burgesses 2015-04-05.
7. ↑  Elections in Colonial Virginia